# Love Scenes (Diana Krall-album)
Love Scenes från 1997 är jazzsångerskan och pianisten Diana Kralls fjärde album.

## Låtlista
1. All or Nothing at All (Jack Lawrence/Arthur Altman) – 4:35
2. Peel Me a Grape (Dave Frishberg) – 5:52
3. I Don't Know Enough About You (Peggy Lee/Dave Barbour) – 4:01
4. I Miss You So (Jimmy Henderson/Bertha Scott/Sydney Robin) – 4:42
5. They Can't Take That Away from Me (George Gershwin/Ira Gershwin) – 5:39
6. Lost Mind (Percy Mayfield) – 3:48
7. I Don't Stand a Ghost of a Chance with You (Victor Young/Bing Crosby/Ned Washington) – 6:14
8. You're Getting to Be a Habit With Me (Harry Warren/Al Dubin) – 2:14
9. Gentle Rain (Luiz Bonfá/Matt Dubey) – 4:55
10. How Deep is the Ocean? (Irving Berlin) – 4:45
11. My Love Is (Billy Myles) – 3:26
12. Garden in the Rain (Carroll Gibbons/James Dyrenforth) – 4:56
13. That Old Feeling (Sammy Fain/Lew Brown) – 2:33

## Medverkande
- Diana Krall – piano, sång
- Russell Malone – gitarr
- Christian McBride – bas